# Іріарте Ігнасіо

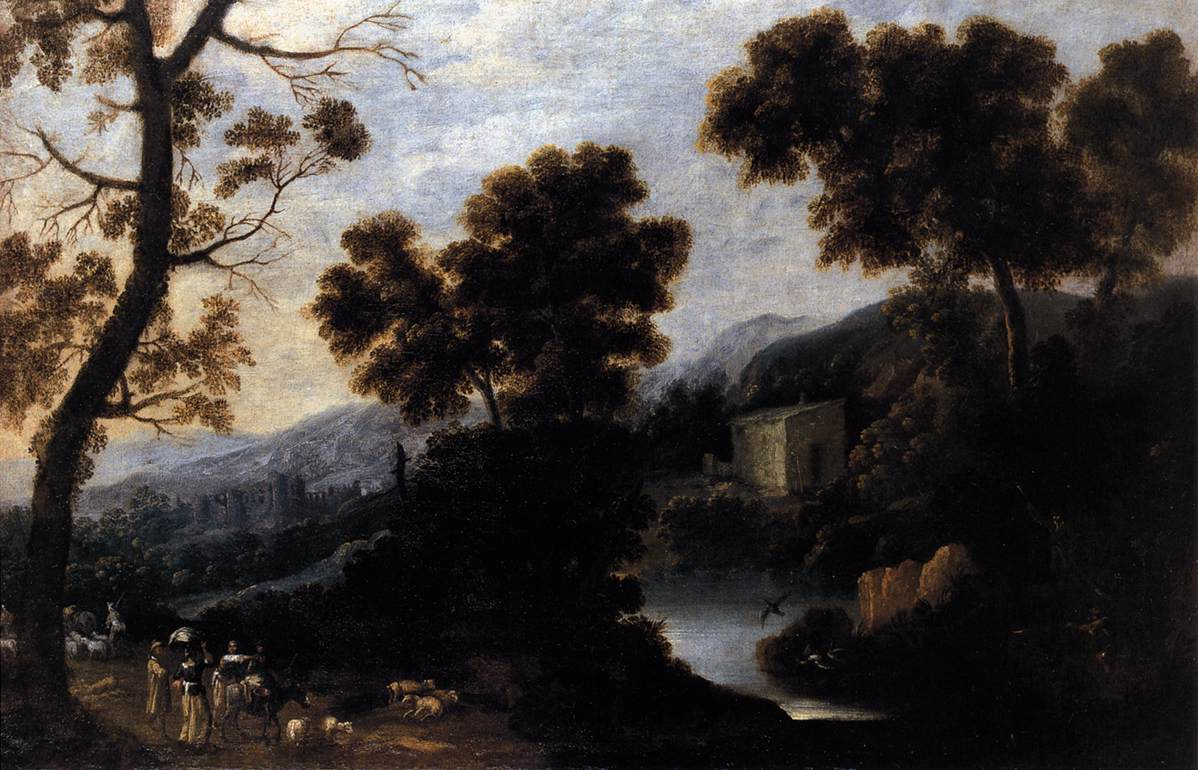
Пейзаж з фігурами, Музей мистецтв Більбао.

Іґнасіо де Іріарте (ісп. Ignacio de Iriarte; 1621, Аскойтія — 1670, Севілья) — іспанський художник, що працював у стилі бароко, та був майстром пейзажів. Вважається першим баскським художником відомими за межами Країни Басків.

## Життєпис
Народився в Аскойтії (Ґуїпускії), його перші кроки в художньому мистецтві невідомі аж до 1642 року, коли він переїхав до Севільї та почав займатися в майстерні Франсіска Еррера Старшого. Там він освоїв використання кольорів, але ніколи не був з ними достатньо вправним, щоб зображати людські фігури, а тому вирішив присвятити себе пейзажам. До цього його спунукали і купці з півночі, які зупинилися в місті, що мали смак буржуа. Завдяки їм він здобув славу таку, що, за свідченнями Антоніо Паломіно, Мурійо казав про неї як про «божественне натхнення».
В 1646 році одружився з Доньєю Франсіскою де Чавес в Арасені, вона померла передчасно. Повернувшись в Севілью знову одружується в 1649 році. Був одним з засновником Академії в Севільї і її перпшим секретарем в 1660 році, а потім ще в 1667 та 1669 роках. Тут він зустрів суперника Бартоломея Естебана Мурійо, з яким, однак, в деяких випадках він співпрацював. Помер у Севільї в 1670, похований в каплиці собору Саґраріо.
Картин, які впевнено можна віднести до авторства Іріарте небагато. Серед них: «Непорачна», підписана 1664 роком, колекція Марч, та два пейзажі, один знаходиться в колекції герцога Альби, підписаний в 1660 році, та «Пейзаж з пастухами (Paisaje con pastores)», 1665 зберігається в музеї Прадо, завдяки яким можна розпізнати і інші пейзажі авторства Іріарте, переважно через написи та людські фігури. Вони зберігаються в Музеї мистецтв в Більбао, Ермітажі в Петербурзі, деякі малюнки — в Луврі. Інша картина, яка можлива належить йому зберігається в Музеї Сан Тельмо в Сан Себастьяні.